# دافني تود
دافني تود (بالإنجليزية: Daphne Todd)‏ هي رسامة بريطانية، ولدت في 1947.